# Burgruine Braunstein
Die Burgruine Braunstein ist eine abgegangene Burg auf dem Gelände des Schlossguts Brandstein in Brandstein, einem Gemeindeteil von Berg im Landkreis Hof in Bayern.
Die Burg wurde erstmals 1335 im Besitz der Familie von Weißelsdorf unter den Vögten von Weida erwähnt. Ihr Name wandelte sich allmählich von Braunstein zu Brandstein. 1387 erfolgte der Verkauf an die Burggrafen von Nürnberg, die die Familie von Murring einsetzte. Von 1390 bis 1764 war die Familie von Dobeneck im Besitz der Burg. Im Dreißigjährigen Krieg wurde sie 1632 geplündert. Ende des 18. Jahrhunderts errichtete die Familie Schönfeld neben der Burgstelle das Schlossgut Brandstein. Die Burg wurde 1788 weitgehend abgebrochen.
Die Burg liegt an der nordöstlichen Ecke des Schlossgutes auf einer Felskuppe. Grundmauerreste lassen eine siebeneckige Anlage erkennen und erlauben Erkenntnisse über die Aufteilung der Räume.

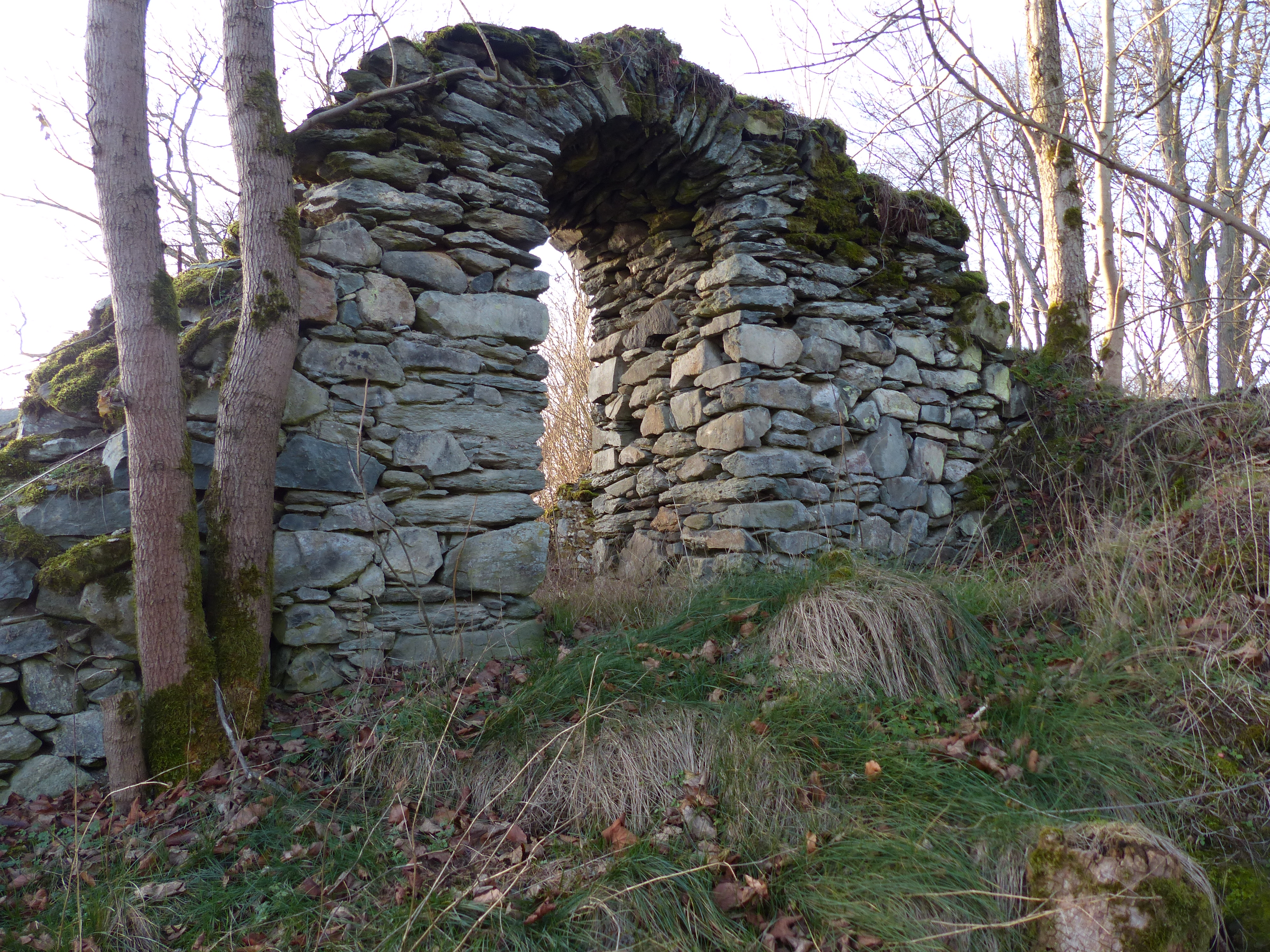
Torbogen der Ruine